# Nisís Ágios Nikólaos (ö i Grekland)
Ágios Nikólaos eller Tsíngri är en ö i Grekland.   Den ligger i prefekturen Nomós Attikís och regionen Attika, i den sydöstra delen av landet, 80 km söder om huvudstaden Aten.